# Райш, Агнес
Агнес Райш (нем. Agnes Reisch; род. 11 октября 1999) — немецкая прыгунья с трамплина, бронзовый призёр чемпионата мира 2025 года. Призёр этапов Кубка мира.

## Спортивная карьера
Агнес Райш дебютировала на международной арене 14 августа 2013 года в рамках Кубка Альпийских гор. 30 января 2016 года она дебютировала на этапе Кубка мира. В феврале 2016 года Рейш участвовала в зимних Юношеских Олимпийских играх в Лиллехаммере, где смогла выиграть с командой Германией серебряную медаль.
На чемпионате мира среди юниоров 2017 года в Парк-Сити, Райш выиграла золотую медаль в командных соревнованиях и стала пятой в индивидуальных прыжках. На чемпионате мира по лыжным гонкам среди юниоров 2019 года в Лахти, завоевала серебряную медаль в составе юниорской женской команды Германии, в индивидуальных прыжках стала 16-й.
25 января 2025 года в Дзао вместе с Селиной Фрайтаг одержала свою первую победу на этапах Кубка мира в командных соревнованиях.
На чемпионате мира 2025 года в Тронхейме в командных соревнованиях в составе сборной Германии стала бронзовым призёром. В индивидуальных прыжках с нормального трамплина была 10-й.

### Чемпионат мира
- 1 медаль (1 бронза)

| Год                                   | Возраст | NH     |
| ------------------------------------- | ------- | ------ |
| Тронхейм 2025, командные соревнования | 25      | Бронза |